# Pyramica nigrescens
Pyramica nigrescens är en myrart som först beskrevs av Wheeler 1911.  Pyramica nigrescens ingår i släktet Pyramica och familjen myror. Inga underarter finns listade i Catalogue of Life.